# Thomas Steinfeld
Thomas Steinfeld, född 2 maj 1954 i Leverkusen i Tyskland, är en tysk journalist och författare.
Thomas Steinfeld växte upp i Bielefeld-Sennestadt. Han studerade tyska och musikvetenskap i Marburg och i Berlin. Efter en magisterexamen på Freie Universität i Berlin arbetade han som översättare samt tysklärare i Sverige. Han disputerade 1983 på Freie Universität i Berlin i litteraturvetenskap på en avhandling om Hegels estetik och var därefter lärare i tyska språket och litteraturen 1984–1986 på University of Calgary i Kanada och gästprofessor i tyska 1986–1990 på Université de Montréal i Kanada. Han var senare förlagsredaktör i Stuttgart i Tyskland och från 1994 till 2001 litteraturredaktör på Frankfurter Allgemeine Zeitung.
Från 2001 till 2018 var han kullturredaktör på Süddeutsche Zeitung, från 2007 till 2014 som tidningens kulturchef och från 2014 till 2018 som dess korrespondent i Venedig i Italien. Han bor numera på Österlen. 
Han skriver både på tyska och svenska. Sedan 90-talet skriver han också för svenska tidningar och tidskrifter, framför allt för Svenska Dagbladet, Dagens Nyheter samt för Axess. Han skriver essäer för radioprogrammet "Obs" (P 1).
För sin översättning av Selma Lagerlöfs "Nils Holgerssons underbara resa genom Sverige" blev han 2015 nominerad till Leipziger Buchmesses översättarpris.
Från 2006 till 2018 arbetade han också som professor i kulturvetenskap vid Universität Luzern i Schweiz. Han är hedersdoktor vid Uppsala universitet.
Thomas Steinfeld är gift med Margareta Hillerdal (född 1952).